# Jemma Simpson
Pour les articles homonymes, voir Simpson.
Jemma Simpson (née le 10 février 1984 à Plymouth) est une athlète britannique, spécialiste du 800 mètres.

## Palmarès
| Date | Compétition                   | Lieu             | Résultat | Temps         |
| ---- | ----------------------------- | ---------------- | -------- | ------------- |
| 2003 | Championnats d'Europe juniors | Tampere          | 3e       | 2 min 03 s 42 |
| 2005 | Championnats d'Europe espoirs | Erfurt           | 2e       | 2 min 06 s 16 |
| 2010 | Championnats d'Europe         | Barcelone        | 4e       | 1 min 59 s 90 |
| 2010 | Ligue de diamant              | Ligue de diamant | 4e       | détails       |
| 2012 | Championnats d'Europe         | Helsinki         | 5e       | 2 min 02 s 14 |

## Records
Ses meilleurs temps sont :
- 800 m : 1 min 58 s 74, Monaco le 22 juillet 2010
- 1 500 m : 4 min 06 s 39, Los Angeles le 22 mai 2010